# China Open 2004
Il China Open 2004 è stato un torneo di tennis giocato sul cemento. È stata la 6ª edizione del torneo maschile, che fa parte della categoria International Series nell'ambito dell'ATP Tour 2004, e l'8ª del torneo femminile che fa parte della categoria Tier II nell'ambito del WTA Tour 2004. Il torneo si è giocato al Beijing Tennis Center di Pechino, in Cina, dal 13 al 26 settembre 2004.

## Campioni

### Singolare maschile
Marat Safin ha battuto in finale  Michail Južnyj con il punteggio di 7–6(4), 7–5

### Singolare femminile
Serena Williams ha battuto in finale  Svetlana Kuznecova con il punteggio di 4–6, 7–5, 6–4

### Doppio maschile
Justin Gimelstob /  Graydon Oliver hanno battuto in finale  Alex Bogomolov Jr. /  Taylor Dent con il punteggio di 4–6, 6–4, 7–6(6)

### Doppio femminile
Emmanuelle Gagliardi /  Dinara Safina hanno battuto in finale  Gisela Dulko /  María Vento-Kabchi con il punteggio di 6–4, 6–4